# Trîprudne, Simferopol
Trîprudne (în ucraineană Трипрудне) este un sat în comuna Ciîstenke din raionul Simferopol, Republica Autonomă Crimeea, Ucraina.

## Demografie
Componența lingvistică a localității Trîprudne
     Tătară crimeeană (91,71%)
     Rusă (7,32%)
     Alte limbi (0,42%)
Conform recensământului din 2001, majoritatea populației localității Trîprudne era vorbitoare de tătară crimeeană (91,71%), existând în minoritate și vorbitori de rusă (7,32%).